# Acostemminae
Acostemminae (лат.) — подсемейство прыгающих насекомых из семейства цикадок (Cicadellidae). Восточная Африка, Мадагаскар, Шри-Ланка. Обитатели лесов, экология не изучена. Крупные и среднего размера цикадки. Голова с выступом и поперечным валиком между оцеллиями. Жилкование передних крыльев полное. Макросетальная формула задних бёдер обычно равна 2+2+1. Обладают сходством с Deltocephalinae. 12 родов, 26 видов. Иногда рассматривается в качестве трибы Acostemmini в составе подсемейства Deltocephalinae, принимаемого в широком объёме. Также к Acostemmini в 2012 году добавили роды Alocoelidia Evans, 1954, Caelidioides Signoret, 1880, Iturnoria Evans, 1954 и Protonesis Spinola, 1850 из подсемейства Coelidiinae.
- Acostemana Evans, 1954
- Acostemma Signoret, 1860
- Acostemmella Evans, 1954
- Acropona Melichar, 1903
- Dardania Stål, 1866
- Eryapus Evans, 1954
- Ikelibeloha Zahniser & Nielson, 2012
  - Ikelibeloha cristata Zahniser & Nielson, 2012
- Malicia Evans, 1954
- Telopetulcus Evans, 1972 — Новая Гвинея